# Bahiret el Bibane
Bahiret el Bibane (Arabisch: بحيرة البيبان) is een lagune in het zuidoosten van Tunesië, gelegen in het gouvernement Médenine nabij de grens met Libië. 
De lagune ligt ongeveer 10 kilometer ten noorden van de stad Ben-Gardane en 20 kilometer ten zuiden van de stad Zarzis. Ten noorden van de lagune bevinden zich twee uit karst bestaande schiereilanden, die een scheiding vormen tussen de lagune en de Middellandse Zee. Daarop bevinden zich duinen met een hoogte tot 10 meter. Tussen die twee schiereilanden bevinden zich negen eilandjes. De lagune staat via meerdere watergeulen en kanaaltjes in verbinding met de Middellandse Zee, het breedste kanaal is 800 meter breed. De lagune heeft een oppervlakte van 230 km². Verder is de lagune ongeveer 32 kilometer lang, maximaal 10 kilometer breed en gemiddeld 4 meter diep.
De bij de lagune behorende draslanden zijn door het Conventie van Ramsar aangewezen als natuurreservaat. Het is een paaigebied voor vissen uit de Middellandse Zee en een rustplaats voor een aantal soorten vogels zoals flamingo's, aalscholvers, kraanvogels, smienten, pijlstaarten, slobeenden, wulpen, regenwulpen, dwergmeeuwen en kokmeeuwen.